# 西日本大濠花火大会
西日本大濠花火大会（にしにっぽん おおほり はなびたいかい）は、福岡市で1949年から2018年まで開催されていた花火大会。

## 概要
毎年8月1日に、福岡県福岡市中央区にある大濠公園で開催されていた市内最大級の花火大会であった。例年概ね6,000発の花火が夜空に上がる。
この花火大会には、毎年45万人前後の観客が花火を観に会場に訪れる。
西日本新聞社など地元企業が協賛して大会が運営されている。2007年には、プロ野球福岡ソフトバンクホークスの松中信彦選手も個人協賛し、仕掛け花火で「鷹ファン日本一」のメッセージを贈った（松中は翌2008年にも個人協賛し、「秋に皆で笑おう」と5年ぶりの優勝奪還を誓うメッセージを贈った）。また、特別観覧席が初めて設置され、約千人が迫力満点の花火を堪能していた。
NHK福岡放送局は1992年に大濠公園近くに移転して以降、総合テレビで特別中継番組を行っていた。2008年は福田康夫内閣改造関連のニュースが延びて総合テレビで放送できなくなり、教育テレビで前半部分のみ生中継し、翌日深夜に教育テレビで改めて完全放送された。2009年からは総合テレビでの特別編成で放送ができない場合と8月1日が日曜日の場合に教育テレビで中継されている。そのため総合テレビでの全国ネットの番組は週末に振り替え放送される。

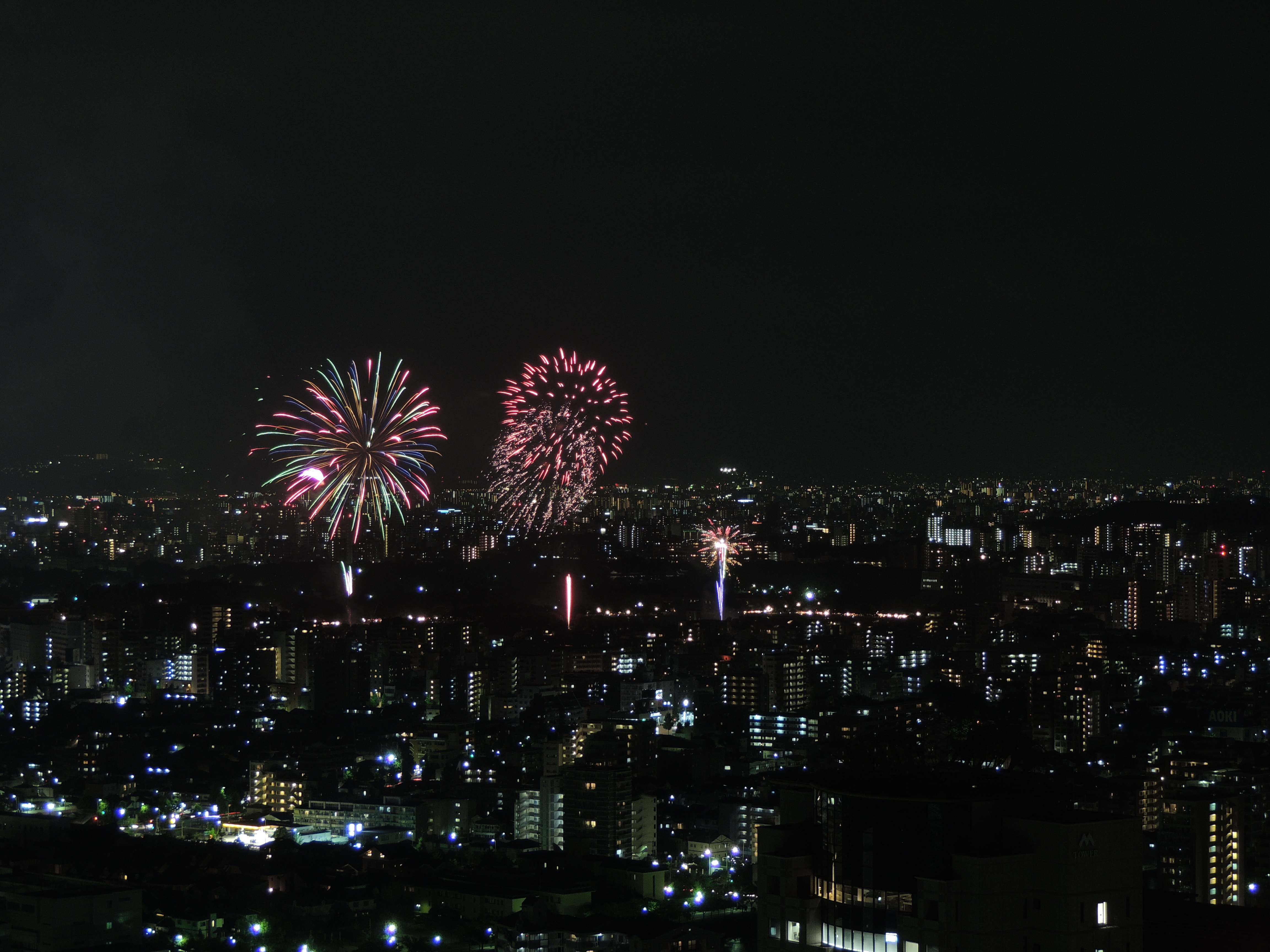
福岡タワーから見た花火大会（2013年）

## 歴史
戦没者の鎮魂と戦後復興を目的に1949年から開催。1967年から1978年までの間は開催されず中断したが、福岡市制90年・大濠公園開園50年にあたる1979年に復活した。その後、2018年まで1988年の大濠公園改修工事の年を除いて毎年開かれた。
2018年9月14日、主催する西日本新聞社が同日付の朝刊で、この花火大会を同年夏限りで終了させることを発表した。観客が年々増えたことによって、ひまわり畑が荒らされたことが決定打となり、安全確保の観点から継続が難しくなったのが理由とみられている。

## 最寄り駅
- 福岡市地下鉄空港線 大濠公園駅（空港線全方面の最寄駅）
- 福岡市地下鉄空港線 唐人町駅（姪浜駅方面からはここを利用するほうがよい）
- 福岡市地下鉄空港線 赤坂駅（福岡空港駅方面から平和台陸上競技場での見物では最寄）
- 福岡市地下鉄七隈線 六本松駅（七隈線の最寄駅、空港線混雑時はこちらに誘導する）